# Speleogobius trigloides
Speleogobius trigloides е вид бодлоперка от семейство Попчеви (Gobiidae). Видът не е застрашен от изчезване.

## Разпространение и местообитание
Разпространен е в Хърватия.
Обитава крайбрежията и скалистите дъна на морета. Среща се на дълбочина от 8 до 25 m.

## Описание
На дължина достигат до 1,8 cm.